# Savage (aespa의 노래)
Savage(새비지)는 대한민국의 걸 그룹 aespa의 첫 EP 음반 Savage의 노래이다. 2021년 10월 5일 SM 엔터테인먼트에 의해 출시된 리드곡이다.
출시 후 Savage는 음악 평론가들로부터 긍정적인 평가를 받았다. 빌보드 글로벌 200에서 처음으로 톱 40위에 진입하면서 상업적으로도 성공하였다.